# エミリオ・エステバン＝インファンテス
エミリオ・エステバン＝インファンテス・イ・マルティン（スペイン語: Emilio Esteban Infantes y Martín、1892年5月18日 - 1960年9月5日）は、スペインの軍人。最終階級は陸軍中将。

## 経歴
スペイン内戦に参加。第二次世界大戦ではスペイン青師団の師団長としてドイツ側に派遣された。